# Iron Man (serie animata 1994)
Iron Man è una serie televisiva a cartoni animati basata sull'omonimo personaggio della casa editrice Marvel; è stata prodotta nel 1994 dai Marvel Studios, dalla TMS Entertainment e dalla New World Television; si compone di due stagioni per un totale di 26 episodi. Le due stagioni della serie, prodotte in due tempi, si differenziano notevolmente.

## Trama

### Prima stagione
Nella prima stagione le origini del personaggio sono state leggermente modificate: Tony non ha frammenti di mina nel cuore, ma nella schiena, che gli provocano dolori lancinanti, ma senza paralizzarlo; viene rapito assieme a Yinsen dal potente e malvagio Mandarino, e non da Wong Chu. Solitamente indossa un'armatura che a riposo, è avvolta su sé stessa ed ha la forma di una valigetta; quando ne ha bisogno, può fare affidamento sulla sua immensa sala delle armature, piena di ogni variante al progetto.

### Seconda stagione
Nella seconda stagione questo scenario viene però modificato: appare la piastra alimentata che supporta il cuore di Tony, si ridimensiona la sala delle armature; questo perché l'armatura che indossa ora Tony si trasforma in un istante nel modello che gli occorre al momento, senza bisogno di essere sostituita. Questo stile narrativo e stilistico viene poi ripreso nella serie animata L'incredibile Hulk.

## Personaggi principali

### Eroi
- Tony Stark / Iron Man - Multimiliardario inventore di armamenti tecnologici, presidente della Stark Enterprises, è sempre teso fra la possibilità di fare guadagni e la necessità di non apportare danno alla nazione degli Stati Uniti d'America, per salvaguardare la quale non esita a danneggiare la sua compagnia, dalle alterne fortune. Ha due collaboratrici/spasimanti di cui non può fare a meno: Julia Carpenter e Scarlet (notare che nei fumetti Tony Stark non ha mai avuto relazioni con queste supereroine). È molto geloso della tecnologia ideata e delle sue armature, che in molti cercano di rubargli. Ha frequenti rapporti con lo S.H.I.E.L.D..
- Julia Carpenter / Donna Ragno (Spider-Woman) - Vicepresidente del settore di ricerche dalla Stark Enterprises, amica e interesse amoroso di Tony Stark. Ha avuto una figlia da un precedente matrimonio, l'adoloscente Rachel. Insieme a Rhoedy è la sola a rimanere a fianco di Tony dopo la prima sconfitta del Mandarino (avvenuta grazie al fatto che il miliardario  aveva finto la sua morte).
- James Rhodey Rhodes / War Machine - Vicepresidente della Stark Enterprises e amico di Tony. Quando entra in azione indossa l'armatura diventando War Machine, verso la quale non ha un rapporto di completa fiducia, preferendole talvolta mezzi più tradizionali come elicotteri, aerei, armi manuali.
- Clint Barton / Occhio di Falco (Hawkeye) - Irrequieto eroe al servizio di Tony Stark, con il quale ha sovente contrasti. È armato d'un arco, di numerose frecce di vario tipo nonché d'una mira infallibile. Nella serie a fumetti di Force Works non fu mai membro della squadra, in quanto in quel periodo Clint serbava rancore verso Stark, tacciandolo di vigliaccheria per la morte della compagna Mimo. Fu forse inserito per sostituire U.S. Agent, ritenuto troppo scurrile e violento per la serie a cartoni.
- Wanda Frank / Scarlet (Scarlet Witch) - Strega e cartomante innamorata di Tony (cosa che nella prima stagione la mette in competizione con Julia), mette al servizio della squadra le sue grandi doti di strega. Porta i capelli tagliati corti, come nella miniserie a fumetti a lei dedicata agli inizi del 1994 e nell'ultimo albo dei Vendicatori della Costa Ovest.
- Century - Misterioso ed eroico alieno dotato di grandi poteri mistici. Le sue origini, che non sono state rivelate nel cartone, ma solo in un albo speciale a fumetti, lo portano ad essere piuttosto ingenuo sui fatti terrestri, mentre i suoi poteri lo mantengono in comunione con l'universo intero. Fisicamente si presenta alto e robusto, capelli lunghi lisci di colore bianco, combatte con una scure mistica.
- H.O.M.E.R. - Personificazione olografica, di luce verde, del computer centrale dei laboratori Stark che assiste Iron Man durante le missioni rimanendo connesso all'armatura. H.O.M.E.R compare nella seconda serie, discorrendo con Tony in maniera logica ed informale, sebbene limitato nelle sue capacità dialettiche (non comprende ad esempio l'ironia). Nella prima stagione il suo ruolo era ricoperto da un'intelligenza artificiale chiamata semplicemente "Computer".

### Antagonisti
- Arnold Brock / Mandarino (Mandarin) -l'antagonista principale della serie. In passato era un ambizioso archeologo che si trasformò nel Mandarino dopo essersi imbattuto nei suoi dieci potentissimi anelli magici rinvenuti casualmente in un sito archeologico (in realtà la fonte di energia dell'astronave aliena di Fing Fang Foom) che accrebbero le sue capacità fisiche ed intellettuali portando Brock a considerarsi la persona migliore per dominare il mondo. Differentemente che nel fumetto, il Mandarino non sembra apprezzare molto la tecnologia, affidandosi a Modok per le invenzioni e a Justin Hammer per le produzioni dei macchinari più complessi, o per altri compiti particolari per cui sanno rendersi utili le sue aziende.
- MODOK - Il geniale studente George Tarleton fu preso di mira dal folle scienziato sovietico Fantasma Rosso, che sottoponendolo ad una serie di innesti genetici riuscì ad incrementare la sua già notevole intelligenza. Ma in rovescio il corpo di George si atrofizzò orrendamente, tanto che ora, nominatosi "Modok", vive attraverso un supporto esterno levitante, pieno di circuiti e meccanismi. Il suo aspetto cambiò completamente, divenendo piccolo come un bambino dalla testa sproporzionatamente grande, e dal viso irriconoscibile. È l'inventore dei ritrovati tecnologici del Mandarino.
- Justin Hammer - Industriale alleato del Mandarino, eterno rivale in affari di Tony Stark e della sua compagnia. A differenza che nel fumetto Justin non è un'eminenza grigia della malavita, vivente in isolamento, ma un normale uomo d'affari, che viaggia per promuovere i suoi prodotti, ed ha a che fare con importanti personalità del governo degli Stati Uniti o dell'esercito.
- Turbine (Whirlwind) - Gregario del Mandarino con indosso un'armatura verde, in grado di generare vortici e vento a forte velocità.
- Dreadknight - Guerriero malefico in armatura, a cavallo di un equino volante, a mo' di un cavaliere medievale.
- Hypnotia - Donna bionda, molto bella e altrettanto perfida, è innamorata di Tony Stark, ma non esita a combatterlo per soddisfare le sue brame. I suoi poteri consistono nell'ipnosi e nella telepatia; quando ne fa uso, appaiono una serie di cerchi concentrici luminosi, e tutti i presenti vengono mesmerizzati. Non è mai stata introdotta nei fumetti Marvel ed è uno dei pochi personaggi creati unicamente per una serie animata.
- Blacklash - Il personaggio noto nei fumetti anche come Whiplash è un bruto grande e grosso, che maneggia una frusta elettronica dai gravi effetti.
- Blizzard - Altro criminale agli ordini del Mandarino, Blizzard ha il potere di generare un freddo molto intenso ogni volta che lo desidera, impiegando spesso questa capacità come arma. Blizzard non toglie mai la maschera, e si ignora se si tratti di Gregor Shapanka, il primo Blizzard fumettistico, oppure Donnie Gill, il personaggio attualmente pubblicato.
- Gargoyle (Grey Gargoyle) - Criminale agli ordini del Mandarino, completamente vestito di grigio; possiede il potere di pietrificare tutto ciò che vuole con il tocco delle mani. Tuttavia, essendo molto lento e maldestro, in alcune occasioni si pietrifica da solo.
- Fin Fang Foom - Un drago alieno malvagio e potentissimo dagli enormi poteri, paragonabili a quelli degli anelli del Mandarino, con il quale si rapporta fieramente alla pari, collaborando sporadicamente. Fin Fang Foom è l'ultimo della sua razza a rimanere sul suolo terrestre, e soffre terribilmente di solitudine, prima di riunirsi con i suoi fratelli nel primo episodio della seconda stagione per poi essere sconfitto dagli sforzi congiunti di Iron Man e del Mandarino.

## Episodi
| Stagione         | Episodi | Prima TV Stati Uniti |
| ---------------- | ------- | -------------------- |
| Prima stagione   | 13      | 1994                 |
| Seconda stagione | 13      | 1995-1996            |

## Doppiaggio
Sia nel doppiaggio originale che in quello italiano molti personaggi hanno cambiato voce tra la prima e la seconda stagione.
| Personaggio                    | Doppiatore originale                               | Doppiatore originale                         | Doppiatore italiano    | Doppiatore italiano    |
| Personaggio                    | Prima stagione                                     | Seconda stagione                             | Prima stagione         | Seconda stagione       |
| ------------------------------ | -------------------------------------------------- | -------------------------------------------- | ---------------------- | ---------------------- |
| Tony Stark / Iron Man          | Robert Hays                                        | Robert Hays                                  | Paolo Maria Scalondro  | Massimo Corvo          |
| Julia Carpenter / Donna Ragno  | Casey de Franco                                    | Jennifer Hale                                | Monica Gravina         | Roberta Pellini        |
| James Rhodes / War Machine     | James Avery                                        | Dorian Harewood                              | Fabrizio Temperini     | Pasquale Anselmo       |
| Clint Barton / Occhio di Falco | John Reilly                                        | John Reilly                                  | Marco Bolognesi        | Andrea Ward            |
| Wanda Frank / Scarlet          | Katherine Moffat                                   | Jennifer Darling                             | Roberta Pellini        | ?                      |
| Century                        | James Warwick                                      | Jim Cummings (ep. 1-10) Tom Kane (ep. 12-13) | Saverio Moriones       | ?                      |
| Computer                       | ?                                                  | Assente                                      | Anna Melato            | Assente                |
| HOMER                          | Assente                                            | Tom Kane                                     | Assente                | Maurizio Reti          |
| Arnold Brock / Mandarino       | Ed Gilbert                                         | Robert Ito                                   | Franco Zucca           | Franco Zucca           |
| MODOK                          | Jim Cummings                                       | Jim Cummings                                 | Guido Cerniglia        | Luigi Ferraro          |
| Justin Hammer                  | Tony Steedman                                      | Efrem Zimbalist Jr.                          | Emilio Cappuccio       | Romano Malaspina       |
| Hypnotia                       | Linda Holdahl                                      | Jennifer Darling                             | Barbara Berengo Gardin | Barbara Berengo Gardin |
| Dreadknight                    | Neil Dickson                                       | Assente                                      | Diego Reggente         | Assente                |
| Blacklash                      | James Avery                                        | James Avery Dorian Harewood                  | Paolo Buglioni         | ?                      |
| Blizzard                       | Chuck McCann                                       | Neil Ross (ep. 1) Chuck McCann (ep. 8-13)    | Marco Bresciani        | ?                      |
| Turbine                        | James Avery (ep. 1-10) Dorian Harewood (ep. 11-13) | Dorian Harewood                              | Luigi Montini          | ?                      |
| Gargoyle                       | Ed Gilbert                                         | Assente                                      | Gerolamo Alchieri      | Assente                |
| Laser Vivente                  | Robert Hays                                        | Assente                                      | ?                      | Assente                |
| Nick Fury                      | Assente                                            | Philip Abbott                                | Assente                | Massimo Lodolo         |
| Fing Fang Foom                 | Neil Ross                                          | Neil Ross                                    | Michele Kalamera       | Vittorio Amandola      |
| Sam Jaggers                    | James Warwick                                      | Assente                                      | Gianni Bersanetti      | Assente                |